# 595 aC
L'any 595 aC és un any del calendari romà. Durant l'Imperi Romà havia estat conegut com any 159 Ab urbe condita. Aquest any té la denominació actual des de principis de l'edad mitjana, quan es va establir el calentari de l'Anno Domini.

## Esdeveniments

### Europa - Món hel·lènic
- Inici de la primera guerra sagrada a l'antiga Grècia, entre la Lliga de Delfos i Cirra.[1]
- Atenes captura l'illa de Salamina després d'una llarga lluita contra els Mègaras. Mègara es debilita com a centre comercial.[2]

### Àfrica

#### Antic Egipte
- Psamètic II succeeix a Necó II com a rei de l'Antic Egipte.[3]

### Àsia
- Aliates II de Lídia fa les paus amb Milet. Alyattes és derrotat a les muralles de Klazomen.[2]

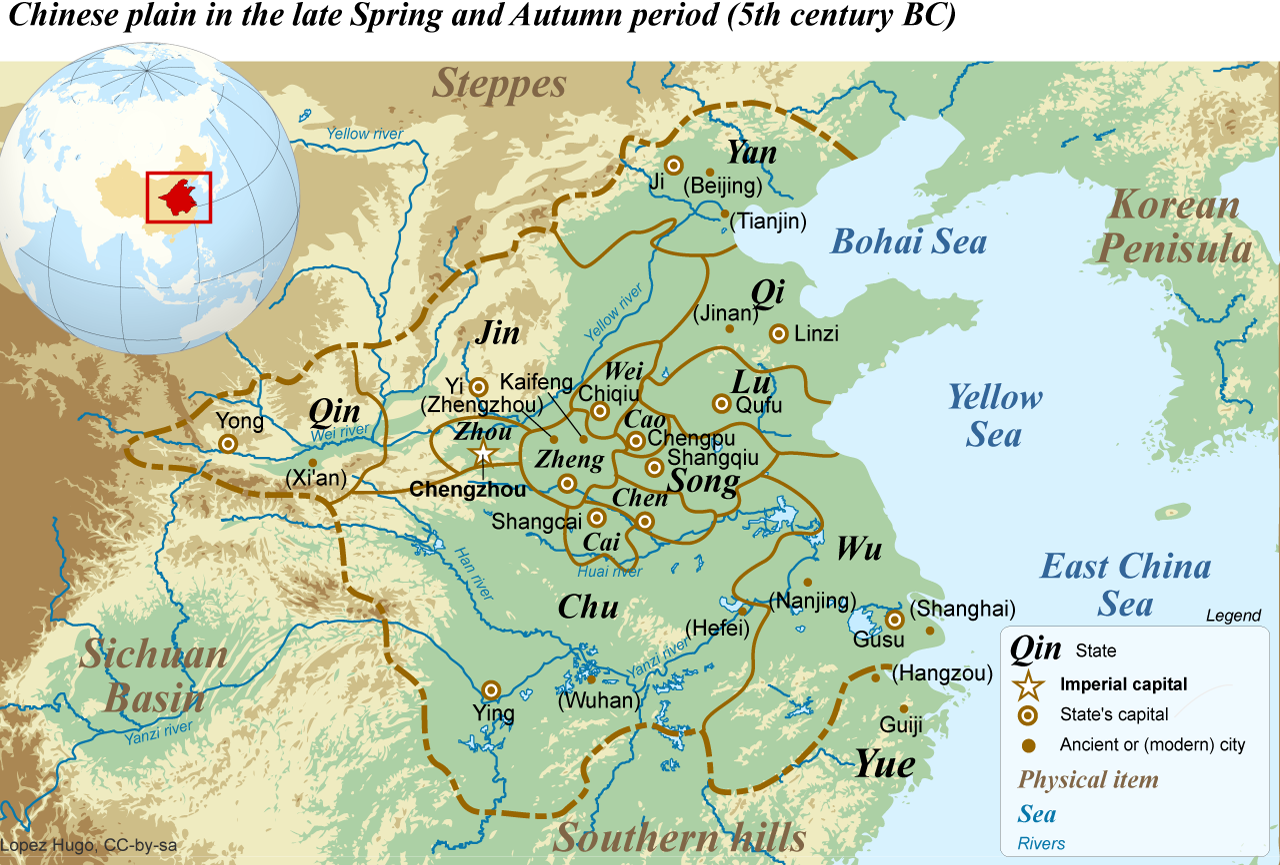
L'Antiga Xina del segle V a.C.

#### Antiga Xina
- L'estat de Chu derrota l'estat de Jin a la batalla de Bi.[4]
- A la primavera: els Wei executen el dignatari kun-da per justificar-se davant l'estat Jin.[5]
- A la 5ª lluna, el dia de ren-shen: El Qiang esdevé príncep de Cao després que mori el seu pare, Wen-gong.[6]
- 5ª lluna: El príncep Jin ataca Zheng en ajuda de Chu.[7]
- Els Song maten l'ambaixador Chu a Qi quan passava per les seves terres sense permís.[8] A la novena lluna, Chu sitien Song.[9]
- A l'hivern: l'ambaixador de Lu arriba a Qi per a reunir-se amb el seu príncep. Allà és condemnat per un comportament negligent.[10]

## Necrològiques
- Necó II, faraó de l'Antic Egipte.
- Dia de ren-sehen de la 5ª lluna: Wen-gong, príncep Cao.[11]